# Palazzo Ossoli

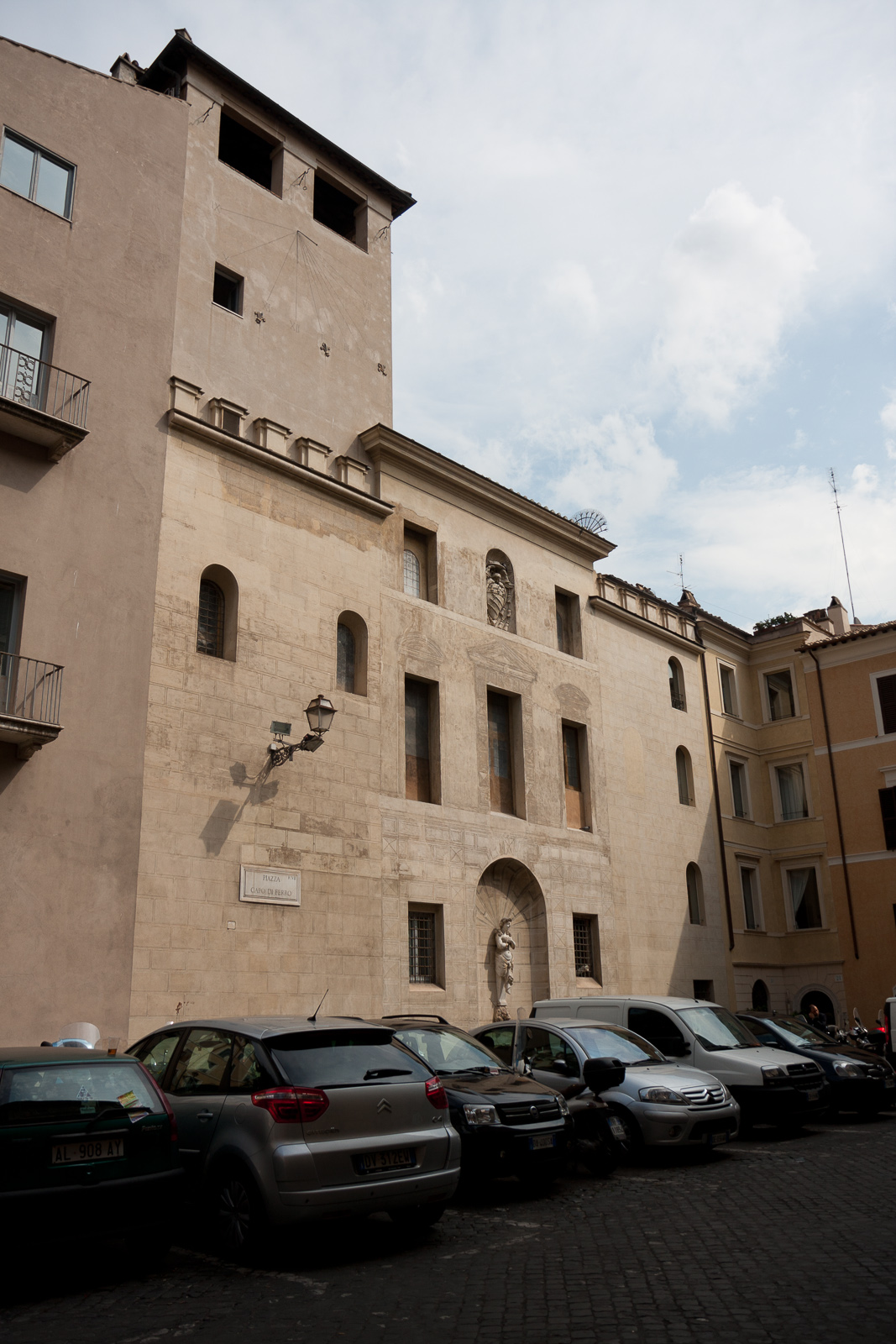
Vista do palácio na Piazza di Capo di Ferro.

Palazzo Ossoli, conhecido também como Palazzo Missini Ossoli e Palazzo Ossoli Soderini, é um palácio renascentista localizado na Piazza della Quercia, no rione Regola de Roma.

## História
Ocupando um dos lados da Piazza della Quercia, de frente para a igreja de Santa Maria della Quercia, está um belo palácio construído entre 1520 e 1527 por Giordano Missini, de Orvieto, chamado na época de Palazzo Missini. Nos primeiros anos do século XVI, o edifício tornou-se propriedade dos Clementini e, depois, do duque Gaspero Caffarelli, que, em 1674, o vendeu a Giovan Angelo Ossoli, uma família lombarda que ali viveu até a segunda metade do século XVIII, quando os Soderini compraram o palácio e os sublocaram para os Spada Veralli Potenziani.

## Descrição
O projeto original do palácio foi de Baldassarre Peruzzi, mas provavelmente foi corrigido por Antonio da Sangallo, o Jovem. A fachada se abre num belo portal de silhares rusticados radiais flanqueado por dois conjuntos de janelas arquitravadas e gradeadas com um parapeito avançado sustentado por mísulas acima de outras janelas menores abaixo; acima do portal está uma antiga cornija romana. A fachada é dividida em dois pisos com lesenas que sustentam o entablamento, dividindo horizontalmente os pisos. O beiral também é conta com mísulas e rosetas e é encimado por um ático. No interior, um belo pátio com três arcos de cada lado, hoje fechados e com janelas. A pequena lógia sobre o pórtico tem seus arcos fechados por vidros. A fachada de frente para a Piazza di Capo di Ferro conta com uma torre de observação do século XV e um relógio de sol.
Em 1948, o arquiteto Clemente Busiri Vici conduziu uma obra de restauração, ampliação e construiu o ático.